# Maggie Stiefvater
Œuvres principales
- Série Les Loups de Mercy Falls

Maggie Stiefvater, née le 18 novembre 1981 à Harrisonburg en Virginie, est une auteure et une illustratrice américaine de fantasy urbaine. Elle exerce les métiers de serveuse, professeure de calligraphie. 
Elle joue également plusieurs instruments de musique, notamment le piano et la harpe celte.

## Biographie
Maggie Stiefvater est née à Harrisonburg en Virginie. Elle déclare être une enfant anxieuse avec de nombreuses phobies. Elle souhaite alors devenir une pilote d'avion de chasse et une pilote automobile. Elle lit beaucoup et aime égalementécrire. À 16 ans, elle envoie ses productions à des maisons d'édition. Après avoir été scolarisée à la maison jusqu'en sixième, elle est inscrite au Mary Washington College, où elle obtient un bachelor en histoire. Quand elle entre à l'université, elle a déjà écrit près de 30 romans, dont quatre thrillers sur l'armée républicaine iralandaise et un roman de fantaisie à propos de magiciens combattant au milieu d'un contexte d'agitation sociale. À 16 ans elle change son prénom et adopte celui de Margaret. Après avoir obtenu son diplôme, elle travaille en tant que portraitiste, se spécialisant dans l'art équestre.

### Carrière en tant qu'écrivaine
Maggie Stiefvater publie son premier roman La complainte in 2008. Avant sa publication, elle vend les droits de Ballade, la suite de Complainte et de la saga Frisson, le premier tome de la trilogie Les Loups de Mercy Falls. Frisson reste plus de 40 semaines sur la liste des bestsellers du New York Times. Le livre est imprimé à plus de 1.7 million d'exemplaires, et est traduit en plus de 36 langues .
En 2011, Maggie Stiefvater publie Sous le signe du scorpion,  qui reçoit les louanges de la critique et se retrouve finaliste du prix Michael L. Printz.

### Musique
Maggie Stiefvater joue de plusieurs instruments.

### Art

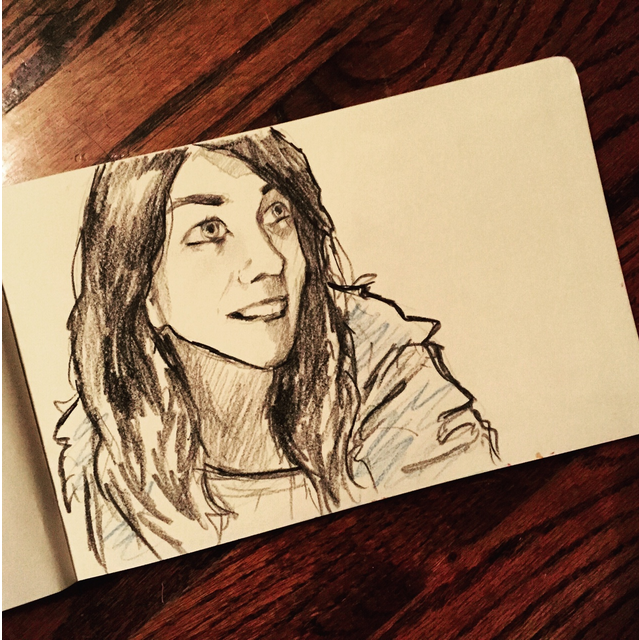
Portrait of the artist as a cartoon character

Avant de devenir écrivaine, Maggie Stiefvater est portraitiste professionnelle.

### Vie privée
Maggie Stiefvater est mariée et a deux enfants.

## Œuvres

### SérieLivres de Faerie
1. La Complainte, Ada, 2010 ((en) Lament, 2008)  (ISBN 978-2-89667-006-2)
2. La Balade, Ada, 2010 ((en) Ballad, 2009)  (ISBN 978-2-89667-194-6)

### SérieLa Prophétie de Glendower / Le Cycle du corbeau
1. La Prophétie de Glendower, Hachette Livre, 2013 ((en) The Raven Boys, 2012), trad. Camille Croqueloup  (ISBN 978-2-01-203408-2)Réédition, Teen Spirit, 2021 (ISBN 979-10-381-1765-5)
2. Les Voleurs de rêves, Hachette Livre, 2013 ((en) The Dream Thieves, 2013), trad. Camille Croqueloup  (ISBN 978-2-01-203409-9)Réédition, Teen Spirit, 2022 (ISBN 979-10-381-1758-7)
3. Blue Lily, Lily Blue, Teen Spirit, 2023 ((en) Blue Lily, Lily Blue, 2014), trad. Caroline Bertaud  (ISBN 979-10-381-1753-2)
4. L'Éveil du roi, Teen Spirit, 2023 ((en) The Raven King, 2016), trad. Caroline Bertaud  (ISBN 979-10-381-1749-5)

### SérieLes Loups de Mercy Falls

#### SagaFrisson
1. Frisson, Hachette Jeunesse, 2010 ((en) Shiver, 2009)  (ISBN 978-2-01-201905-8)
2. Fièvre, Hachette Jeunesse, 2010 ((en) Linger, 2010)  (ISBN 978-2-01-201918-8)
3. Fusion, Hachette Jeunesse, 2011 ((en) Forever, 2011)  (ISBN 978-2-01-202162-4)

#### Histoire de Cole St. Clair
1. Le Loup de L.A., Hachette Jeunesse, 2014 ((en) Sinner, 2014)  (ISBN 978-2-01-203872-1)

### SérieAnimal Tatoo
Chaque volume de cette série est écrit par un écrivain différent. Les auteurs des autres volumes sont : Brandon Mull (tome 1), Garth Nix et Sean Williams (tome 3), Shannon Hale (tome 4), Tui Sutherland (tome 5), Eliot Schrefer (tome 6) et Marie Lu (tome 7).
1. Traqués, Bayard, 2015 ((en) Hunted, 2014)  (ISBN 978-2-7470-5117-0)

### SérieThe Dreamer Trilogy
1. (en) Call Down the Hawk, 2019
2. (en) Mister Impossible, 2021

### Romans indépendants
- Sous le signe du Scorpion, Hachette Livre, 2012 ((en) The Scorpio Races, 2011)  (ISBN 978-2-01-202691-9)
- (en) All the Crooked Saints, 2017
- Esprit rebelle, Hachette Heroes, 2024 ((en) Bravely, 2022)  (ISBN 978-2-01-725683-0)
- (en) The Listeners, 2025

### Nouvelles
- Loup y es-tu ?, 2012 ((en) Still Wolf Watching, 2007)Publiée dans l'anthologie Le Maître de Rampling Gate et autres nouvelles aux éditions Hachette Livre
- Portrait, 2012 ((en) Portrait, 2009)Publiée dans l'anthologie Le Maître de Rampling Gate et autres nouvelles aux éditions Hachette Livre
- Le Dernier Jour du printemps, 2012 ((en) The Last Day of Spring, 2009)Publiée dans l'anthologie Le Maître de Rampling Gate et autres nouvelles aux éditions Hachette Livre
- (en) The Hounds of Ulste, 2010
- (en) Non Quis, Sed Quid, 2011

### Illustrations
- (en) Pip Bartlett's Guide to Magical Creatures, 2015Écrit avec Jackson Pearce (en).